# Eoporis pedongensis
Eoporis pedongensis är en skalbaggsart som beskrevs av Stefan von Breuning 1969. Eoporis pedongensis ingår i släktet Eoporis och familjen långhorningar. Inga underarter finns listade i Catalogue of Life.